# WWJD

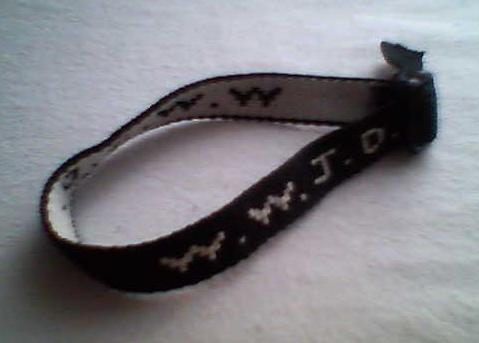
Náramek WWJD

WWJD, zkratka pro anglické What Would Jesus Do? (česky „Co by udělal Ježíš?“), je původně vážný slogan a motto evangelických křesťanů, který získal svůj ironický nádech a popularitu v 90. letech 20. století ve Spojených státech. 
Nosily se podpůrné náramky obsahující tuto frázi a vzniklo několik "memetických" parodií jako „What Would Lincoln Do?“, „What Would Brian Boitano Do?“, „What Would Johnny Cash Do?“, „What Would Reagan Do?“, „What Would Jagger Do?“, atd. Náramek WWJD byl zmíněn v epizodě „A Scause for Applause“ (série 16, epizoda 13) amerického satirického animovaného seriálu South Park.

## Podobné příklady
| Akronym  | Zkratka                          | Přenesený překlad               |
| -------- | -------------------------------- | ------------------------------- |
| P.U.S.H. | Pray until something happens.    | Modli se dokud se něco nestane. |
| D.O.G.   | Depend on God.                   | Spoléhej na Boha.               |
| F.R.O.G. | Fully rely on God.               | Plně spoléhej na Boha.          |
| G.O.L.F. | God offers love and forgiveness. | Bůh nabízí lásku a odpuštění.   |
| C.I.A.   | Christians in action             | Křesťani v akci.                |
| B.I.G.   | Believe in God.                  | Věř v Boha.                     |